# Жеравица (Косово)
Вижте пояснителната страница за други значения на Жеравица.
Джеравица, видоизменено от Жеравица, е вторият по височина връх (2656 m н.в.) на планинския масив Проклетия (част от Албанските Алпи), както и най-високият връх в Косово.
Върхът се намира непосредствено над Дечанския манастир. Под него се намира Жеравишкото езеро, от което изтича река Рибник.